# فرودگاه لاورینبورگ–ماکستن
فرودگاه لاورینبورگ-ماکستن  (به انگلیسی: Laurinburg-Maxton Airport) یک فرودگاه همگانی با کد یاتا MXE است که یک باند فرود بتن دارد و طول باند آن ۱۹۷۸ متر است. این فرودگاه در کشور ایالات متحده آمریکا قرار دارد و در ارتفاع ۶۷٫۱ متری از سطح دریا واقع شده است.